# Чкианц, Джордж
Джордж Чкианц (англ. George Chkiantz) — британский звукоинженер, который участвовал в работе над несколькими известными альбомами, многие из которых считаются классикой рок-музыки, отчасти из-за высокого качества звукозаписи.

## Карьера
Чкианц выступил звукоинженером дебютного одноимённого альбома группы Small Faces, записанного для лейбла Immediate Records Эндрю Луга Олдема. Помимо этого, он работал штатным звукоинженером в Olympic Studios в период, когда Jimi Hendrix Experience записывали Axis: Bold As Love. Во время сессии с Small Faces, Чкианц спроектировал песню «Green Circles», которая представляет собой первое использование моно-фланжера на поп-пластинке. Впоследствии он усовершенствовал эту технику на их сингле «Itchycoo Park» 1967 года, ставшим поворотным для карьеры коллектива.
Услышав результат, Джими Хендрикс и его звукоинженер Эдди Крамер применили концепцию Чкианца, создав стерео-фэзирование в песнях «Bold As Love» и «Little Wing». Решив более полно раскрыть свое мастерство, Хендрикс нанял Чкианца для настройки студийного оборудования перед записью Axis. В примечаниях к пластинке Чкианц был назван вторым звукоинженером. Хендрикс называл технику стереофазирования Джорджа Чкианца и Эдди Крамера звуком, который он «услышал во сне».
Кроме того, Чкианц сотрудничал с группой Family, которая выступила на концерте The Rolling Stones в Гайд-парке в июле 1969 года, а также ассистировал Глину Джонсу на альбоме Stones Let It Bleed. Помимо этого, в конце 1960-х и на протяжении 1970-х он работал с такими коллективам, как The Soft Machine, Savoy Brown, Ten Years After, King Crimson и Led Zeppelin.

## Избранная дискография
В качестве звукоинженера, если не указано иное:
- The Beatles: «All You Need Is Love» (второй звукоинженер[англ.])
- Blind Faith: Blind Faith
- Family: A Song for Me
- Focus: Focus 3[англ.]
- Hawkwind: In Search of Space; Masters of the Universe[англ.] (оба каксопродюсер)
- High Tide: High Tide[англ.]
- King Crimson: Starless and Bible Black; Red; USA; The Night Watch[англ.]
- Led Zeppelin: II; IV; Houses of the Holy; Physical Graffiti
- Rolling Stones: It’s Only Rock ’n’ Roll (овердаббинг)
- Savoy Brown: Street Corner Talking
- Slade: Old, New, Borrowed and Blue
- Small Faces: Small Faces
- Soft Machine: Volume Two
- Ten Years After: Ssssh; Cricklewood Green[англ.]; Anthology 1967—1971
- The Master Musicians of Joujouka[англ.]: Brian Jones Presents the Pipes of Pan at Joujouka[англ.]